# Neosciadella
Neosciadella es un género de escarabajos longicornios de la tribu Acanthocinini.

## Especies
- Neosciadella brunnipes Dillon & Dillon, 1952
- Neosciadella cordata Dillon & Dillon, 1952
- Neosciadella fulgida Dillon & Dillon, 1952
- Neosciadella immaculosa Dillon & Dillon, 1952
- Neosciadella inflexa Dillon & Dillon, 1952
- Neosciadella multivittata Dillon & Dillon, 1952
- Neosciadella obliquata Dillon & Dillon, 1952
- Neosciadella quadripustulata Dillon & Dillon, 1952
- Neosciadella spixi Dillon & Dillon, 1952